# De Telegraaf
De Telegraaf – największy holenderski dziennik o nakładzie około 800 tysięcy egzemplarzy, wydawany w Amsterdamie. Bezpłatny codzienny dodatek – Sp!ts.

## Historia
Twórcą De Telegraaf był Henry Tindal. Pierwsze wydanie ukazało się 1 stycznia 1893 roku.

## Charakter
Ta ogólnokrajowa gazeta zawiera wiele „sensacyjnych” i sportowych wiadomości. Dodatek Privé zajmuje się śledzeniem plotek z życia gwiazd. Sporo uwagi poświęca się kontrowersyjnym politykom, takim jak nieżyjący Pim Fortuyn, była minister Rita Verdonk, a ostatnio – Geertowi Wildersowi. Gazeta często określana jest jako populistyczna, skrajnie prawicowa.